# Hurts 2B Human
Hurts 2B Human – ósmy album studyjny amerykańskiej piosenkarki Pink, który został wydany 26 kwietnia 2019.

## Promocja
„Walk Me Home” zostało wydane jako główny singel promujący album 20 lutego 2019 roku. Utwór został nazwany „optymistyczną odskocznią” od piosenek z poprzedniego albumu, Beautiful Trauma. 28 lutego Pink upubliczniła okładkę albumu. 21 marca został wydany teledysk do „Walk Me Home”. Tydzień później został wydany utwór „Hustle” oraz tego dnia ruszył pre-order albumu. 11 kwietnia Pink wydała jej kolaborację z Cash Cash zatytułowaną „Can We Pretend”. 22 kwietnia została wydana współpraca z Khalidem „Hurt 2B Human”. Tego samego dnia piosenkarka wykonała „Walk Me Home” podczas The Ellen DeGeneres Show.

## Krytyka
Hurts 2B Human otrzymało pozytywne recenzje od krytyków muzycznych. Na Metacritic ocena albumu wynosi 71/100 bazując na dziewięciu opiniach.

## Lista utworów
| Edycja standardowa | Edycja standardowa                            | Edycja standardowa                                                                                    | Edycja standardowa          | Edycja standardowa |
| Nr                 | Tytuł utworu                                  | Tekst                                                                                                 | Produkcja                   | Długość            |
| ------------------ | --------------------------------------------- | --- | --------------------------- | ------------------ |
| 1.                 | „Hustle”                                      | Alecia Moore · Daniel Reynolds · Jorgen Odegard                                                       | Odegard                     | 2:55               |
| 2.                 | „(Hey Why) Miss You Sometime”                 | Moore · Max Martin · Johan Schuster                                                                   | Martin · Shellback          | 3:23               |
| 3.                 | „Walk Me Home”                                | Moore · Scott Friedman · Nate Ruess                                                                   | Peter Thomas · Kyle Moorman | 2:59               |
| 4.                 | „My Attic”                                    | Julia Michaels, Ilsey Juber, Freddy Wexler                                                            | The Struts                  | 3:02               |
| 5.                 | „90 Days” (z gościnnym udziałem Wrabela)      | Moore · Stephen Wrabel · Steve Robson                                                                 | Wrabel, Robson              | 3:50               |
| 6.                 | „Hurts 2B Human” (gościnnie: Khalid)          | Moore · Khalid Robinson · Friedman · Teddy Geiger · Alexander Izquerdio · Anna Hartley · Robin Weisse | Odegard                     | 3:22               |
| 7.                 | „Can We Pretend” (gościnnie: Cash Cash)       | Moore · Ryan Tedder · Jean Makhlouf · Alexander Makhlouf · Samuel Frisch                              | Tedder · Cash Cash          | 3:44               |
| 8.                 | „Courage”                                     | Moore, Sia Furler, Greg Kurstin                                                                       | Kurstin                     | 4:19               |
| 9.                 | „Happy”                                       | Moore · Alexandra Yatchenko · Geiger II · Garrain Jones                                               | OzGo                        | 3:01               |
| 10.                | „We Could Have It All”                        | Moore · Beck Hansen · Greg Kurstin                                                                    | Kurstin                     | 4:33               |
| 11.                | „Love Me Anyway” (gościnnie: Chris Stapleton) | Moore · Allen Shamblin · Thomas Douglas                                                               | P!nk                        | 3:08               |
| 12.                | „Circle Game”                                 | Moore, Kurstin                                                                                        | Kurstin                     | 4:54               |
| 13.                | „The Last Song of Your Life”                  | Moore · Billy Mann                                                                                    | Pink, Mann                  | 3:53               |
|                    |                                               | |                             | 47:03              |

| Japoński utwór dodatkowy | Japoński utwór dodatkowy | Japoński utwór dodatkowy |
| Nr                       | Tytuł utworu             | Długość                  |
| ------------------------ | ------------------------ | ------------------------ |

## Certyfikaty i sprzedaż
| Kraj                  | Certyfikat      | Sprzedaż |
| --------------------- | --------------- | -------- |
| Australia (ARIA)      | platynowa płyta | 70 000+  |
| Nowa Zelandia (RMNZ)  | złota płyta     | 7 500+   |
| Polska (ZPAV)         | złota płyta     | 10 000+  |
| Wielka Brytania (BPI) | złota płyta     | 100 000+ |

## Historia wydania
| Region            | Data             | Format(y)                         | Wytwórnia | Wersje                | Źródło |
| ----------------- | ---------------- | --------------------------------- | --------- | --------------------- | ------ |
| Świat             | 26 kwietnia 2019 | CD · digital download · streaming | RCA       | Czysta · ocenzurowana | [ 22 ] |
| Stany Zjednoczone | 21 czerwca 2019  | winyl                             | RCA       | Czysta · ocenzurowana | [ 29 ] |